# Lymantria monoides
Lymantria monoides este o specie de molii din genul Lymantria, familia Lymantriidae, descrisă de Collenette 1932 Conform Catalogue of Life specia Lymantria monoides nu are subspecii cunoscute.